# Terry Handley
| 15903 Rolandflorrie | 5 settembre 1997 |

Terry Handley (1951 o 1952 – 6 luglio 2015) è stato un astronomo amatoriale statunitense di professione magazziniere.
Il Minor Planet Center gli accredita la scoperta di sette asteroidi, effettuate tra il 1996 e il 1998.